# Kimbernkriege

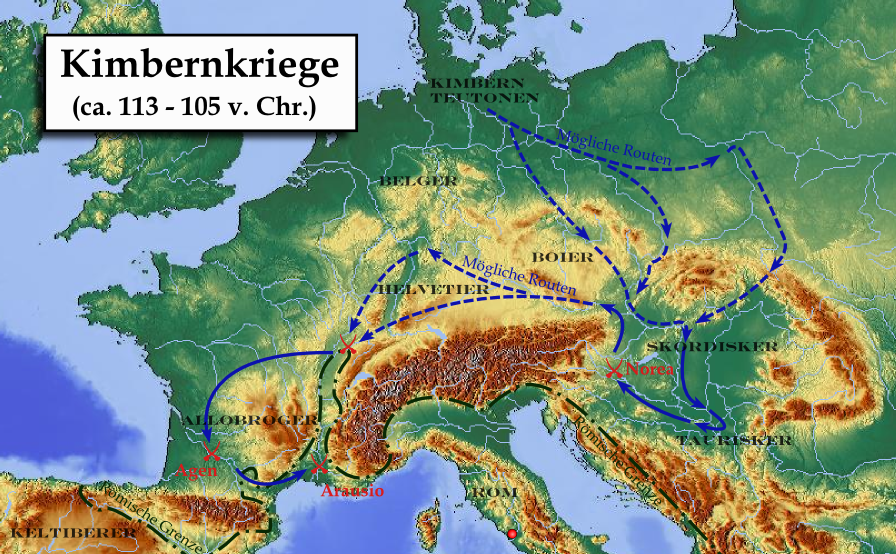
Züge der Kimbern und Teutonen bis zum Jahr 105 v. Chr.

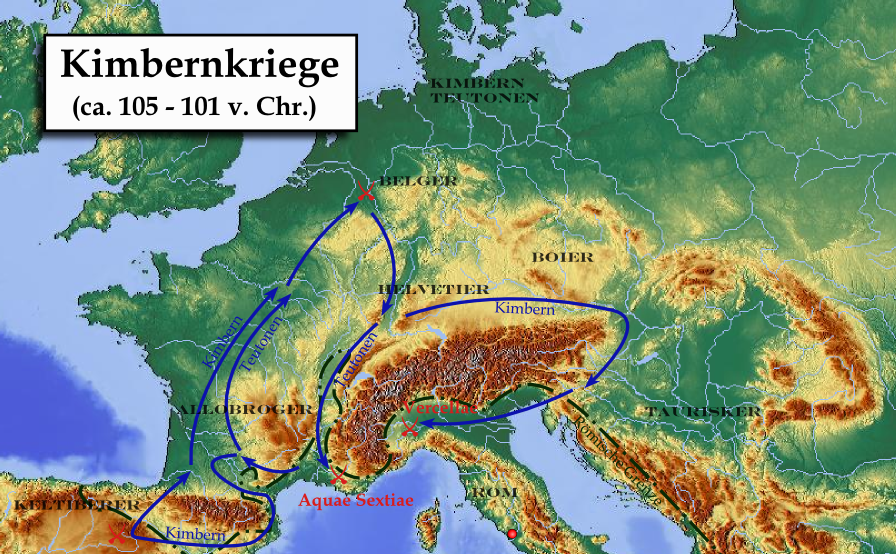
Züge der Kimbern und Teutonen von 105 bis 101 v. Chr.

Die Kimbernkriege bezeichnen die kriegerischen Auseinandersetzungen zwischen dem Römischen Reich einerseits und den germanischen Stämmen der Kimbern, Teutonen und Ambronen andererseits. Letztere hatten zum Ende des 2. Jahrhunderts v. Chr. ihre nordeuropäischen Siedlungsräume verlassen und waren nach Süden gezogen. Zwischen 113 und 105 v. Chr. brachten sie den Römern ernsthafte Niederlagen bei, bevor sie schließlich 102 und 101 v. Chr. vernichtend geschlagen wurden.
Es war die erste von zahlreichen sich über Jahrhunderte ziehenden Konfrontationen mit germanischen Stämmen in der römischen Geschichte.

## Verlassen der Siedlungsgebiete
Die Kimbern und die Teutonen waren ursprünglich im heutigen Jütland beheimatet. Warum sie um das Jahr 120 v. Chr. diese Siedlungsräume verließen, ist unbekannt. Als Grund sehen die römischen Quellen Umweltveränderungen und daraus resultierende Missernten im Nord-Ostsee-Gebiet. Sie wanderten nach Süden, wobei sich ihnen auch der Stamm der Ambronen anschloss. Auf der Suche nach neuen Siedlungsgebieten, in denen sie sich als Bauern niederlassen konnten, durchzogen sie Schlesien, Böhmen und das heutige Österreich. Bei ihrem Zug trafen sie vermutlich auf andere Stämme, z. B. die keltischen Boier im heutigen Schlesien. Die Wissenschaft geht davon aus, dass es immer wieder zu Kampfhandlungen mit anderen Stämmen gekommen sein muss, über deren Ausgang jedoch nichts überliefert wurde. Der Tross konnte sich durch Anschluss anderer Stämme (Ambronen, Tiguriner, Teile der Helvetier) weiter vergrößern, so die römischen Quellen.

## Treffen auf die Römer
Noreia – Agen – Arausio – Aquae Sextiae – Vercellae
Im östlichen Alpenraum trafen sie 113 v. Chr. zum ersten Mal auf die Römer. Der Konsul Gnaeus Papirius Carbo rückte mit zwei Legionen mit je 6000 Mann in das verbündete Noricum vor. Dort empfing er Boten der Germanen, welche sich friedfertig gaben. Carbo gab ihnen zwei Führer mit, die bei der Suche nach einem neuen geeigneten Siedlungsland helfen sollten. Tatsächlich sollten die Führer den Germanentreck in einen Hinterhalt locken. In der Schlacht bei Noreia schlugen die zahlenmäßig überlegenen Kimbern und Teutonen jedoch das römische Heer. Ein aufkommendes Gewitter verhinderte eine vollständige Vernichtung der römischen Legionen. Danach zogen die Germanen jedoch nicht nach Italien, sondern nach Gallien weiter.
Auf ihrem Weg schlossen sich Teile der Helveterstämme der Tiguriner und Tougener 111 v. Chr. dem Wandertreck an. Nach Schätzungen waren ca. 300.000 Menschen in Bewegung. Da diese Marscharmeen nicht geschlossen durch das bewaldete Gelände Südgalliens ziehen konnten, teilte sich dieser auf. Ein stammgemischtes Teilheer wurde vom tigurinischen Fürsten Divico angeführt. Er führte es durch das Gebiet der keltischen Nitiobrogen in Richtung der mit Rom verbündeten Stadt Tolosa. Die Römer schickten ein neues Heer nach Südostgallien, das vom Konsul Lucius Cassius Longinus und dem Konsular Lucius Calpurnius Piso Caesoninus angeführt wurde. Im Sommer 107 v. Chr. nahe dem Ort des heutigen Agen am Ufer der Garonne gerieten sie in einen Hinterhalt Divicos. In der Schlacht bei Agen fielen die beiden römischen Anführer und die römischen Truppen mussten kapitulieren.
Der Treck unter Führung des kimbrischen Königs Boiorix zog vom Rhonetal abwärts nach Süden Richtung der römischen Provinz Gallia Narbonensis. Um ein Eindringen ins römische Reich zu verhindern, wurden zwei Legionen gesendet, die unter dem Befehl des Prokonsuls Quintus Servilius Caepio und des Konsuls Gnaeus Mallius Maximus standen. Am 6. Oktober 105 v. Chr. kam es zur Schlacht bei Arausio. Da sich die beiden römischen Anführer zerstritten hatten, spaltete sich die römische Armee in zwei gleich große Lager, die unterschiedlichen Strategien folgten. Infolgedessen wurde zunächst das Teilheer des Caepio und dann das Teilheer des Maximus vernichtend besiegt. Angeblich fielen 80.000 Legionäre und 40.000 Menschen vom Begleittross. Wieder zogen die Sieger nicht nach Italien, sondern teilten sich auf. Die Kimbern wanderten Richtung Spanien und die Teutonen nordwärts ins Innere Galliens. Das war ein Beschluss des Königs Teutobod: Aufgrund der Größe der Marschsäulen wurden die Vorräte bedrohlich knapp. Deshalb wollte er die Stämme einzeln weiterziehen lassen, um genug Proviant für beide Marschsäulen zu haben.
Infolge der Niederlagen veranlasste der römische Konsul Gaius Marius eine Heeresreform. Bisher bestand eine etwa sechsjährige Wehrpflicht für die besitzenden Bürger. Mit der Reform entstand erstmals eine Berufsarmee mit langjähriger Dienstzeit, welche auch der mittellosen Unterschicht offenstand.
Weder den Kimbern noch den Teutonen gelang es, eine neue Heimat zu finden. So vereinigten sich die beiden Wanderungsbewegungen in Nordfrankreich wieder und marschierten nach Süden in Richtung des Römischen Reichs. Vor den Alpen spalteten sich die Kimbern wieder ab und versuchten, über den Brennerpass in Italien einzudringen, während die Teutonen und Ambronen entlang der Mittelmeerküste versuchten, das Gebirge zu überwinden. 102 v. Chr. konnte Gaius Marius mit etwa 35.000 Soldaten in der Schlacht von Aquae Sextiae schließlich die Teutonen und Ambronen vernichtend schlagen. Die Kimbern hingegen vertrieben an der Etsch das Heer des Konsuls Quintus Lutatius Catulus und zogen in die Poebene und erbaten dort vom römischen Senat Siedlungsland. Nach Ankunft der Truppen des Marius kam es am 30. Juli 101 v. Chr. zur Schlacht von Vercellae mit den kimbrischen Kriegern unter Führung des Boiorix. Auch in dieser Schlacht errangen die Römer einen vollständigen Sieg. Sie töteten 120.000 Menschen und zwangen 60.000 in die Sklaverei.
Die Spur der Kimbern und Teutonen verliert sich dann in den Geschichtsquellen. Caesar bezeichnet später den Stamm der Aduatuker als „Nachkommen der Kimbern und Teutonen“. Danach seien die Aduatuker Nachfahren der 6.000 Mann Schutzwache, die bei den Zügen der Kimbern und Teutonen 113/105 v. Chr. zur Bewachung ihres Hab und Gutes zurückgelassen worden waren. Nach zahlreichen, viele Jahre andauernden Auseinandersetzungen mit den Nachbarstämmen hätten sie nach einem Friedensschluss das Gebiet um die befestigte Stadt am Mont Falhize zum Wohnsitz gewählt. Insgesamt legten die beiden Stämme in rund 20 Jahren 7.000 Kilometer zurück. Es sollten ca. 270 Jahre vergehen, bis wieder größere germanische Stämme (Markomannen) in Italien eindrangen.